# Жорес Окоре
Жорес Окоре (фр. Jores Okore, нар. 11 серпня 1992, Абіджан) — данський футболіст івуарійського походження, центральний захисник китайського клубу «Чанчунь Ятай».

## Клубна кар'єра
Народився 11 серпня 1992 року в столиці Кот-д'Івуару Абіджані, у трирічному віці разом з родиною емігрував до Данії. Вихованець юнацьких команд футбольних клубів «Б 93» та «Норшелланн».
У дорослому футболі дебютував 2011 року виступами за команду клубу «Норшелланн», стрімко став ключовою фігурою у центрі захисту данської команди.

## Виступи за збірні
З 2011 року залучається до складу молодіжної збірної Данії. На молодіжному рівні зіграв у 3 офіційних матчах.
6 листопада того ж 2011 року 19-річний захисник дебютував в офіційних матчах у складі національної збірної Данії. Провівши у формі головної команди країни лише 2 матчі, навесні 2012 був включений до її заявки для участі у фінальній частині чемпіонату Європи 2012 року.
| Дата       | Місто      | Господарі          | Результат | Гості      | Турнір            | Голи | Примітки |
| ---------- | ---------- | ------------------ | --------- | ---------- | ----------------- | ---- | -------- |
| 11-11-2011 | Копенгаген | Данія              | 2 – 0     | Швеція     | товариський матч  | -    | 63'      |
| 15-11-2011 | Есб'єрг    | Данія              | 2 – 1     | Фінляндія  | товариський матч  | -    |          |
| 15-1-2012  | Бангкок    | Данія              | 1 – 1     | Норвегія   | товариський матч  | -    | 19'      |
| 2-6-2012   | Копенгаген | Данія              | 2 – 0     | Австралія  | товариський матч  | -    | 63'      |
| 15-8-2012  | Оденсе     | Данія              | 1 – 3     | Словаччина | товариський матч  | -    |          |
| 26-1-2013  | Тусон      | Канада             | 0 – 4     | Данія      | товариський матч  | -    | 76'      |
| 30-1-2013  | Глендейл   | Мексика            | 1 – 1     | Данія      | товариський матч  | -    |          |
| 6-2-2013   | Скоп'є     | Північна Македонія | 3 – 0     | Данія      | товариський матч  | -    | 53'      |
| 5-6-2013   | Ольборг    | Данія              | 2 – 1     | Грузія     | товариський матч  | -    |          |
| 11-6-2013  | Копенгаген | Данія              | 0 – 4     | Вірменія   | Відбір до ЧС 2014 | -    | 46'      |
| 7-9-2014   | Копенгаген | Данія              | 2 – 1     | Вірменія   | Відбір до ЧЄ 2016 | -    | 57'      |
| Усього     |            | Матчів             | 11        |            | Голів             | 0    |          |

## Досягнення
- Чемпіон Данії (2):

«Норшелланн»: 2011-12
«Копенгаген»: 2016-17
- Володар Кубка Данії (2):

«Норшелланн»: 2010-11
«Копенгаген»: 2016-17